# Mohammed Abdullah Zidan
|  | No confondre amb Zinédine Zidane, exfutbolista francès |

Mohammed Abdullah Zidan (àrab: محمد عبدالله زيدان, Muḥammad ʿAbd Allāh Zīdān) (Port Said, 11 de desembre de 1981) és un notable exfutbolista egipci internacional a la selecció egípcia.

## Carrera professional
Zidan va començar a jugar a futbol a l'equip del seu poble, l'Al-Masry el 1998. Ja ho feia de davanter. Ha destacat a clubs com el Werder Bremen, 1. FSV Mainz 05, Hamburger SV o Borussia Dortmund.